# (33121) 1998 BR15
1998 BR15 (asteroide 33121) é um asteroide da cintura principal. Possui uma excentricidade de 0.11113290 e uma inclinação de 9.24201º.
Este asteroide foi descoberto no dia 24 de janeiro de 1998 por NEAT em Haleakala.